# Ensemble intercontemporain
Ensemble intercontemporain är en fransk solistensemble för kammarmusik. Den grundades av Pierre Boulez 1976, och är situerad vid Parisfilharmonikerna. Den består av 31 solister på olika instrument. Förutom att utveckla och framföra nutida musik av främst unga och okända kompositörer arbetar de också med undervisning av unga musiker samt i utvecklandet av verk som kombinerar olika musikaliska tekniker samt verk som kombinerar musik med andra konstformer. År 2022 tilldelades de Polarpriset. De dirigeras av Matthias Pintscher.